# Фристайл на зимних Олимпийских играх 1988
Соревнования по фристайлу были показательным видом спорта на зимних Олимпийских играх 1988 года. Площадками были Канадский олимпийский парк для воздушных шаров и балета на горнолыжном курорте Накиске. Это было первое появление фристайла на зимних Олимпийских играх.

## Медали

### Общий зачёт
(Жирным выделено самое большое количество медалей в своей категории; принимающая страна также выделена)
| Общее количество медалей | Общее количество медалей | Общее количество медалей | Общее количество медалей | Общее количество медалей | Общее количество медалей |
| Место                    | Страна                   | Золото                   | Серебро                  | Бронза                   | Всего                    |
| ------------------------ | ------------------------ | ------------------------ | ------------------------ | ------------------------ | ------------------------ |
| 1                        | ФРГ                      | 2                        | 1                        | 0                        | 3                        |
| 2                        | Франция                  | 1                        | 2                        | 1                        | 4                        |
| 3                        | США                      | 1                        | 2                        | 0                        | 3                        |
| 4                        | Канада                   | 1                        | 0                        | 1                        | 2                        |
| 4                        | Швеция                   | 1                        | 0                        | 1                        | 2                        |
| 5                        | Норвегия                 | 0                        | 1                        | 1                        | 2                        |
| 6                        | Швейцария                | 0                        | 0                        | 2                        | 2                        |

### Медалисты

#### Мужчины
| Дисциплина   | Золото                | Серебро                      | Бронза                    |
| ------------ | --------------------- | ---------------------------- | ------------------------- |
| Могул        | Хокан Ханссон Швеция  | Ханс Энгельсен Эйде Норвегия | Эдгар Гроспирон Франция   |
| Акробатика   | Жан-Марк Розон Канада | Дидье Меда Франция           | Ллойд Ланглуа Канада      |
| Лыжный балет | Херман Райтбергер ФРГ | Лейн Спина США               | Руне Кристиансен Норвегия |

#### Женщины
| Дисциплина   | Золото                  | Серебро              | Бронза                  |
| ------------ | ----------------------- | -------------------- | ----------------------- |
| Могул        | Татьяна Миттермайер ФРГ | Рафаэль Моно Франция | Конни Кислинг Швейцария |
| Акробатика   | Мелани Паленик США      | Соня Райхарт ФРГ     | Карин Хернскуг Швеция   |
| Лыжный балет | Кристин Росси Франция   | Джан Бучер США       | Конни Кислинг Швейцария |